# Iochkar-Ola
Iochkar-Ola (en russe : Йошкар-Ола = Iochkar-Ola ; en mari : Йошкар-Ола = Iochkar-Ola « ville rouge ») est une ville de Russie et la capitale de la république des Maris (Mari El). Sa population s'élevait à 260 352 habitants en 2014.

## Géographie
La ville est située à 850 km à l'est de Moscou et à 60 km de la Volga. La superficie de la ville est de 101,8 km²

## Origine du nom
Son nom signifie « la ville rouge » dans la langue des Maris. La ville a précédemment reçu les noms de Tsariovokokchaïsk (Царёвококшайск), durant la période impériale, et Krasnokokchaïsk (Краснококшайск), durant quelques années, sous le régime soviétique, avant que la ville ne soit renommée Iochkar-Ola en 1927. Ces anciens noms étaient dérivés de celui de la rivière Malaïa Kokchaga, qui arrose la ville.

## Histoire
Pendant l'ère soviétique, et particulièrement après la Seconde Guerre mondiale, Iochkar-Ola était un centre régional dans les domaines de l'industrie et les transports, et s'est agrandie à sa taille actuelle. La dissolution de l'Union soviétique a conduit à la suppression du soutien aux entreprises d'État, et a conduit à l'effondrement immédiat de la plupart des activités de fabrication de la région. L'essentiel de l'activité économique de la ville a alors été soutenu par des marchands, qui faisaient la navette entre les marchés achalandés de Moscou et les bazars de Iochkar-Ola avec des marchandises souvent contrefaites.
Le chute brutale du niveau de vie a conduit à l'émigration des professionnels spécialisés vers les grandes villes de Russie. La ville a connu depuis une modeste croissance économique (la fraude fiscale, très répandue, constituant un moyen de mesure d'une activité économique pour le moins difficile), et a vu s'ouvrir quelques nouveaux commerces de détail.

## Économie et culture

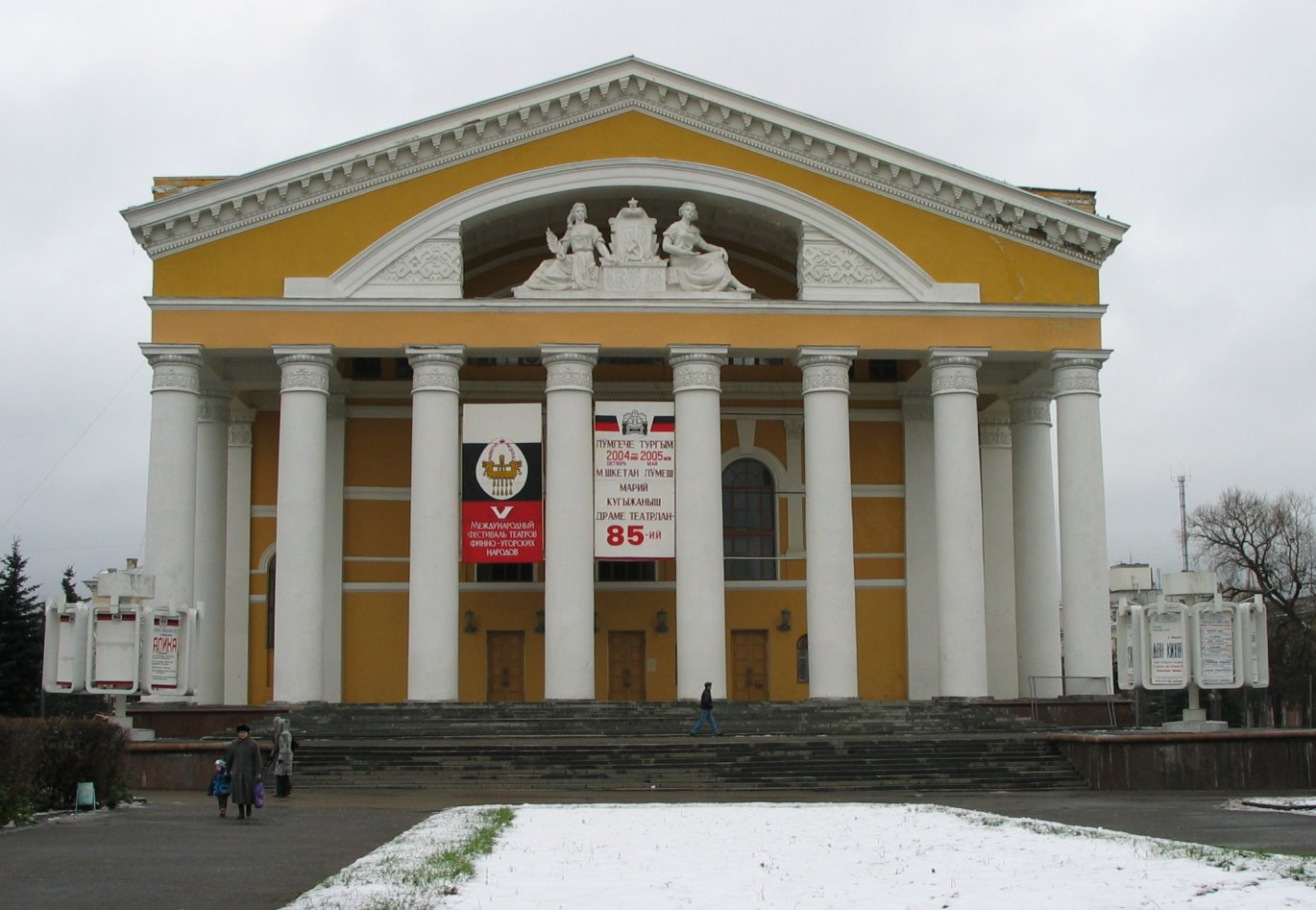
Théâtre national du Mari El

La vie culturelle et sportive y est intense. La capitale possède cinq théâtres, une école des beaux arts, une école de musique, des salles multiplex, de nombreux musées, deux patinoires et deux complexes sportifs.
On y trouve trois universités, une école polytechnique et trois instituts d'état fréquentés par plus de 20 000 étudiants.
Très grand centre d'industrie militaire jusqu'à la fin de l'Union soviétique, la ville s'est reconvertie dans la mécanique, l'industrie alimentaire, ou encore la transformation du bois. La zone industrielle comporte maintenant de nombreuses entreprises qui fabriquent des semi-conducteurs, du cuir artificiel, des vitamines, des vêtements...

### Climat
| Mois                                        | jan.       | fév.       | mars       | avril      | mai       | juin      | jui.      | août      | sep.      | oct.       | nov.       | déc.       | année      |
| ------------------------------------------- | ---------- | ---------- | ---------- | ---------- | --------- | --------- | --------- | --------- | --------- | ---------- | ---------- | ---------- | ---------- |
| Température minimale moyenne (°C)           | −13,7      | −13,9      | −7,8       | 0,2        | 6,7       | 11,3      | 13,5      | 11,5      | 6,8       | 1,4        | −5,4       | −11,2      | 0          |
| Température moyenne (°C)                    | −10,5      | −10,2      | −3,9       | 4,9        | 12,8      | 17        | 19,3      | 16,8      | 11,1      | 4,4        | −3,1       | −8,4       | 4,2        |
| Température maximale moyenne (°C)           | −7,3       | −6,3       | 0,4        | 10,3       | 19,4      | 23,1      | 25,4      | 22,8      | 16,4      | 8          | −0,6       | −5,7       | 8,8        |
| Record de froid (°C) date du record         | −46,9 1942 | −41,7 1967 | −38,9 1963 | −21,8 1944 | −6 1969   | −2,5 1950 | 2 2009    | −1,4 1969 | −7,5 1938 | −18,9 1968 | −33,6 1961 | −47,3 1978 | −47,3 1978 |
| Record de chaleur (°C) date du record       | 4,5 2007   | 7,4 2015   | 15,8 2020  | 28,9 1950  | 33,4 2007 | 36,8 2010 | 38,7 1971 | 39,1 2010 | 31,6 1995 | 23,9 1991  | 13 2019    | 7,2 2008   | 39,1 2010  |
| Précipitations (mm)                         | 40         | 30         | 32         | 32         | 40        | 64        | 76        | 65        | 54        | 57         | 43         | 42         | 575        |
| Record de pluie en 24 h (mm) date du record | 19 2004    | 19 1970    | 16 1951    | 25 1970    | 34 1974   | 66 2000   | 57 1954   | 51 2020   | 41 2002   | 34 1970    | 28 2016    | 20 1962    | 66 2000    |

| Diagramme climatique                                  |             |           |           |           |            |            |            |           |        |            |             |
| J                                                     | F           | M         | A         | M         | J          | J          | A          | S         | O      | N          | D           |
| −7,3−13,740                                           | −6,3−13,930 | 0,4−7,832 | 10,30,232 | 19,46,740 | 23,111,364 | 25,413,576 | 22,811,565 | 16,46,854 | 81,457 | −0,6−5,443 | −5,7−11,242 |
| Moyennes : • Temp. maxi et mini °C • Précipitation mm |             |           |           |           |            |            |            |           |        |            |             |

## Population
La situation démographique de la ville s'est fortement dégradée depuis 1990. Le taux de natalité, qui était alors de 15,4 pour mille a chuté avant de remonter à 10,1 pour mille en 2005. En revanche, le taux de mortalité est passé de 8,7 à 14 pour mille, si bien que l'accroissement naturel est négatif (–3,9 pour mille en 2005), mais en légère amélioration.
La population de Iochkar-Ola s'accroît lentement grâce à l'arrivée de nouveaux habitants originaires des régions voisines.
Recensements (*) ou estimations de la population
| 1856  | 1897* | 1926* | 1939*  | 1959*  | 1970*   |
| ----- | ----- | ----- | ------ | ------ | ------- |
| 1 200 | 1 658 | 4 267 | 27 129 | 88 744 | 166 073 |

| 1979*   | 1989*   | 2002*   | 2010*   | 2013    | 2014    |
| ------- | ------- | ------- | ------- | ------- | ------- |
| 201 371 | 241 601 | 256 719 | 248 782 | 257 015 | 260 352 |

## Jumelages
| Ville | Ville       | Pays | Pays       | Période     |
| ----- | ----------- | ---- | ---------- | ----------- |
|       | Astrakhan   |      | Russie     | depuis 2001 |
|       | Bourges     |      | France     |             |
|       | Kemer       |      | Turquie    |             |
|       | Princeton   |      | États-Unis |             |
|       | Szombathely |      | Hongrie    |             |

## Personnalités
- Yvan Kyrla, poète et comédien soviétique d'ascendance finno-ougrienne s'y produit au théâtre dramatique des Maris de 1931 au 1937.
- Zinaida Voronina (1947-2001), gymnaste, quadruple médaillée olympique dont une médaille d'or par équipe, est née à Iochkar-Ola.